# 19288 Egami
19288 Egami è un asteroide della fascia principale. Scoperto nel 1996, presenta un'orbita caratterizzata da un semiasse maggiore pari a 2,5734034 UA e da un'eccentricità di 0,1250903, inclinata di 15,52637° rispetto all'eclittica.